# FK TSC
푸드발스키 클루브 TSC(세르비아어: Фудбалски клуб ТСЦ, 헝가리어: Topolyai Sport Club)는 바치카토폴라 시를 연고로 하는 세르비아의 프로 축구 클럽이다. 현재 세르비아 최상위 리그인 세르비아 수페르리가에 참가하고 있다.

## 선수 명단

### 현역
참고: FIFA 자격 규정에 따라 소속된 국가대표팀 국기를 표시합니다. 선수는 복수의 FIFA 비회원국 국적을 가지고 있을 수 있습니다.
| 번호 | 포지션 | 국적         | 이름                |
| ---- | ------ | ------------ | ------------------- |
| 10   | FW     | 북마케도니아 | 안드레이 토도로스키 |

| 번호 | 포지션 | 국적 | 이름      |
| ---- | ------ | ---- | --------- |
| 88   | FW     |      | 벤스 소스 |

### 역대
틀:FK TSC 선수 명단